# جان جاك برنارد
جان جاك برنارد (بالفرنسية: Jean-Jacques Bernard)‏‏ (30 يوليو 1888 - 14 سبتمبر 1972 ) كاتب، وروائي، وكاتب مسرحي من فرنسا.

## الجوائز
- وسام جوقة الشرف[9]

## روابط خارجية
- جان جاك برنارد على موقع IMDb (الإنجليزية)
- جان جاك برنارد على موقع الموسوعة البريطانية (الإنجليزية)
- جان جاك برنارد على موقع قاعدة بيانات برودواي على الإنترنت (الإنجليزية)
- جان جاك برنارد على موقع كينوبويسك (الروسية)